# Enrique Lorenzo Salazar
Enrique Lorenzo Salazar (Zamora, 15 de juliol del 1883 - Fuente del Carnero, 11 de juliol del 1928) va ser un escultor. La seva obra comprèn el bust, el relleu i el monument escultòric; fou col·laborador de l'escultor Julio Antonio.

## Biografia
Els seus pares eren Bruno i Dolores i tenia una germana. Enrique Lorenzo va passar la infantesa i bona part de l'adolescència a Zamora i quan va arribar al batxillerat va substituir els llibres pels palets de modelar. Des de ben menut ja mostrà aptituds pel dibuix i pel modelatge. Per a seguir les seves inclinacions artístiques va rebre influència de Ramón Álvarez, escultor de passos de Setmana Santa que s'exhibien a la senyorial Zamora. De menut va reproduir en miniatura un d'aquells passos, una “obra” en cera policromada que va ser comprada per un veí per sis rals. Abans de dedicar-se al món de l'art va fer una breu incursió pel món dels toros i pel del cinema.
Estudià a la Reial Acadèmia de Belles Arts de San Fernando de Madrid on aconseguí els diplomes de "Dibujo de lo antiguo y ropajes" i Modelat d'Estàtua, destacant en anatomia. Formava part d'un nodrit grup d'artistes de la talla de José Capuz, Victorio Macho, Pinazo, Josep Pasqual Ortells, Juan Adsuara, Moisés de la Huerta i Juan Cristóbal entre d'altres. Entre els seus mestres sobresurten Miguel Torija i Aurelio de la Iglesia, ambdós deixebles de Ramon Álvarez, i el valencià Marià Benlliure i Gil. Però la tècnica de Salazar és ben diferent de la dels tres. En acabar els estudis a l'Academia de Bellas Artes va guanyar una medalla d'or atorgada als alumnes amb Premi Extraordinari i un diploma signat per Muñoz Degraín, paisatgista, i per Alejo Vera i va entrar al taller que Benlliure tenia al carrer Vergara on va treballar vuit anys, i es va establir amb Victorio Macho a un estudi al carrer Jorge Juan mentre que treballava amb Benlliure, fins a instal·lar-se des de l'estiu de 1909 amb Julio Antonio al taller que tenia a la Cuesta de las Descargas on hi feien tertúlia la colla d'artistes que s'havien conegut al Círculo de Bellas Artes, i el pintor Miquel Viladrich| Col·laboren també amb l'avantprojecte de Monument per a Cervantes en el que hi treballen deu artistes més.
{{cita|Enrique Lorenzo Salazar –nos informa Victorio Macho– era un gran temperamento de artista, un hombre saturado de idealismo, de arte y de literatura, que luchaba consigo mismo, es decir con su propio espíritu, que no se resignaba o no sabía compaginar la parte técnica de oficio, por llamarlo así, de la escultura con la parte ideológica
Se sentia fortament atret per l'obra de Leonardo da Vinci i espanyols com Berruguete, Montañés, Pedro de Mena, Hernández i Cano. Des de ben jovenet Lorenzo va presentar obres en diferents concursos. Exhibí un baix relleu al Círculo de Bellas Artes en 1905. Es presentà a l'Exposición de Bellas Artes celebrada a Madrid l'any 1910 en la que rebé una menció honorífica. Amb motiu de la Exposición Española en México, celebrada el 1910 entre setembre i novembre, per commemorar el centenari de la independència de Mèxic, presentà una peça. Participà amb un bronze a l'Exposición de Bellas Artes de Panamá el Ministerio de Fomento (1915 i 1916). L'obra, Foro, va rebre una medalla de Plata. El 1922 participà en la Exposición Nacional de Bellas Artes al palacio del Retiro de Madrid amb dues obres; un bust d'una Dolorosa i Modelo para un torso en piedra.
Després de la mort de Julio Antonio en 1919 treballà en les seves obres inacabades i paral·lelament desenvolupà obra pròpia. Bona part de la carrera artística de Salazar es va supeditar a la de Julio Antonio amb qui havia col·laborat al llarg de deu anys. Realitzà una làpida commemorativa en memòria d'Eugenio Cuadrado Beneítez, que va inaugurar-se el 1916, una segona làpida per a l'Hospital General de Madrid dedicada a Nicolás Achúcarro per iniciativa del metges de Madrid, i una tercera per a la casa natal de Julio Antonio encarregada pels seus amics en marbre blanc organitzada a base d'unes garlandes de llorer i una breu inscripció a la part central. L'escultor es troba retratat a la part inferior, de perfil. La inscripció fou redactada per Ramón Pérez de Ayala. Acabà el Monument als herois de 1811 inaugurat a Tarragona en 1923, el bust dedicat a Goya de Fuendetodos i al músic Ruperto Chapí al Parque del Buen Retiro de Madrid, inaugurat el 19 de juny de 1921. Lorenzo va morir l'11 de juliol de 1928 a Fuente el Carnero, al sud de Zamora, on havia anat a descansar.
Pel que fa a la producció escultòrica destaquen dos estudis de dos caps, un rostre amb una empremta realista d'un personatge fort i de la terra, potser de Zamora, i l'altre un estudi d'un rostre amb trets arcaïtzants i orientals, amb cabell d'una gran simplificació i simetria. El Museo de Zamora únicament conserva l'obra Cabeza masculina barbada, un cap buidat en escaiola patinada com terracota de 60 centímetres d'alt (número d'inventari MZA 184). Al Museu provincial es conservava la peça Vieja de San Lázaro. El 25 de maig de 1921 s'inaugurà el monument dedicat a Julio Antonio, un bust als jardins del Palacio de Bibliotecas y Museos Nacionales en un acte al que va assistir el rei, la reina, les infantes i la família de Julio Antonio. També es van agregar personalitats del món de la política, artistes, amics i admiradors.
| «                    | El busto, de bronce, se alza sobre un alto plinto de granito negro, trabajado en el estilo peculiar de Julio Antonio. El parecido del rostro del busto es notabilísimo, y su factura, depurada, lo cual acredita nuevamente el talento de Enrique Lorenzo. Es una bella obra de arte y un testimonio de fraternal amistad y de reverencia al genio el nuevo monumento que cuenta Madrid | » |
| — La Voz, 25/05/1921 | |   |

En 1921 va exposar una talla de fusta policromada d'una Dolorosa a la Sociedad de Amigos del Arte de Madrid (ABC, 11/12/1921, La Acción, 15/12/1921), i una segona Dolorosa fou enviada a Buenos Aires en un encàrrec particular mentre una tercera fou exposada el 1922 amb motiu de l'Exposició Nacional de Belles Arts de Madrid, i el 1923, les Confraries de Setmana Santa de Zamora van exhibir una de les seves Dolorosa. Tenim notícies d'altres obres com Viriato, i Genio de la música Pel que fa a monuments es conserva un esbós de monument dedicat a Federico Requejo, un projecte que Salazar no va arribar a materialitzar. Per commemorar el quart centenari de la mort de Fray Diego de Deza l'ajuntament de Zamora li va encarregar un pedestal de granit amb un bust de bronze per ubicar-lo a l'actual Plaça de Zorrilla, que es va inaugurar el 8 de juny de 1923. En temps de la Segona República l'ajuntament de Zamora va decidir treure el Bust de Fray Diego de Deza del seu emplaçament original i desar-lo al museu de Zamora (figurava amb el número d'inventari 127), i el 1935 es va restituir el bust al lloc original però fou objecte de repetits atacs vandàlics fins que el 21 de febrer de 1936 fou enderrocat i llençat al riu Duero.
En pintura sobresurt un retrat d'Erenia, la germana de Julio Antonio i que conserva el Museu d'Art de Tarragona. En els diaris apareixen reproduccions d'altres rostres, com el de Miner i altres persones de caràcter.
El Monument a Eduard Saavedra de Tarragona serà una de les primeres col·laboracions entre Lorenzo Salazar i Julio Antonio, com podem observar en la nota de premsa del Diario de Tarragona: 
| «                                  | Según documento suscrito en Madrid por los escultores D. Julio Antonio Rodríguez y D. Enrique Lorenzo Salazar, y que tenemos a la vista, ha sido autorizado D. Mariano Pedrol, también escultor residente en esta capital, para representar a los primeros en todos los asuntos relacionados con el monumento a don Eduardo Saavedra, y para que, de acuerdo con el señor presidente del Comité de recepción del mismo D. Jaime Lahuerta, resuelva y haga las gestiones necesarias encaminadas al citado Comité | » |
| — Diario de Tarragona, 28/07/1914) | |   |

Va morir amb 44 anys (El Sol, 18/07/1928).